# Saint Stephen’s School w Siglap
Saint Stephen’s School (chiń. 圣斯德望学校) – rzymskokatolicka szkoła podstawowa dla chłopców w Siglap w Singapurze.
Szkoła jest częścią Saint Patrick’s School, która została założona w 1933 przez Braci Szkolnych. W 1957 szkoła podstawowa i średnia zostały rozdzielone; w ten sposób powstała Saint Stephen’s School.
Szkoła zwraca uwagę na wartości jak ambicja (Ambition), przedsiębiorczość (Enterprise), uczciwość (Honesty), innowacja (Innovation), szlachectwo (Nobility), patriotyzm (Patriotism) i samodyscyplinę (Self-Discipline). Klasy są nazywane według tych wartości. Przykładowo, 1A to klasa pierwsza, 6N to klasa szósta. Szefem wydziału St Stephens jest Tayeb Rajib, który jest też wiceprezydentem.

## Znani absolwenci
- George Yeo[1]
- Adam Khoo (uczęszczał do szkoły, wydalony w wieku 8 lat[2] głównie ze względu na słabe wyniki w nauce[3])